# Biserica Sfinților Părinți din Boroaia

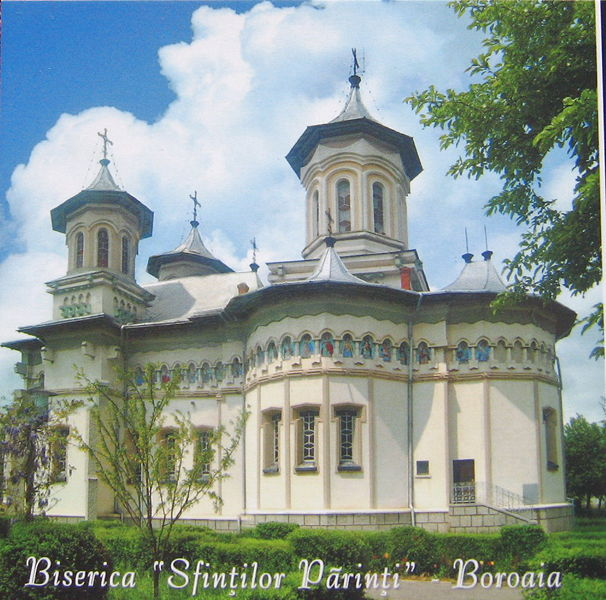
Biserica Sfinţilor Părinţi din Boroaia

Biserica Sfinților Părinți din Boroaia este un lăcaș de cult ortodox construit în perioada 1969-1970 în satul Boroaia (județul Suceava). Ctitorii acestei biserici sunt preoții Ilarion și Alexandru Argatu. Pe lângă hramul "Sfinții Părinții Ioachim și Ana", biserica are și hramul "Înălțarea Domnului".

## Istoricul bisericii
Bisericii "Sfinții Părinți" din satul sucevean Boroaia i s-a pus temelia în anul 1924. I s-a realizat o fundație de 4 metri adâncime, însă lucrările au stagnat timp de 22 ani, din cauza folosirii materialelor de construcții în alte scopuri și de către alte persoane. 
În anul 1946, arhiepiscopul și mitropolitul Moldovei, Irineu Mihălcescu, l-a transferat în interes de serviciu pe preotul Ioan Argatu de la Parohia Oniceni la Parohia Boroaia, pentru a ridica biserica din acel sat, a cărei construcție stagna de 22 ani. El a cumpărat un grajd de piatră, având intenția să construiască o biserică având peste 300 m³.  Părintele Argatu a adus la Boroaia biserica monument istoric de la Râșca și a procurat, de asemenea, piatra pentru zidărie și alte materiale. Instaurarea regimului comunist în România a dus la o nouă perioadă de stagnare a lucrărilor, timp de 17 ani.
Devenit incomod pentru regim pentru că dorea să ridice o biserică, autoritățile au emis în iulie 1948 un mandat de arestare pentru preotul Ioan Argatu „pentru instigare contra ordinii publice”. Părintele Argatu a fugit și timp de 17 ani a trăit ascuns în beciuri și prin poduri până ce, la data de 13 februarie 1965, a fost descoperit de către organele de miliție. Dar cum între timp, cu un an în urmă, acesta fusese amnistiat prin decretul de grațiere colectivă, i s-a dat din nou Parohia Boroaia, trebuind să ia viața de la capăt, pe care a reînceput-o cu construcția bisericii din Boroaia. 
Cu binecuvântarea mitropolitului Iustin Moisescu, părintele Ioan Argatu a pus prima cărămidă a bisericii la 22 iunie 1969, zidirea sfântului lăcaș durând până la 2 mai 1970. A urmat apoi tencuirea și pictarea lăcașului de cult, construirea clopotniței și a casei de prăznuire. Casier principal și supraveghetoare permanentă a lucrării a fost presbitera Georgeta, până la trecerea sa la cele veșnice în anul 1972. În ianuarie 1973, ca urmare a mortii soției sale, preotul Ioan Argatu s-a călugărit la Mănăstirea Antim din București, în locul său venind ca preot fiul acestuia, preotul Alexandru Argatu, care s-a ocupat de finalizarea lucrărilor.
Proiectul a fost executat de către Gheorghe Papaghiuc, iar pictura a fost realizată de către Adrian Köber din Târgu Jiu. În momentul când s-a pictat Judecata de Apoi cu personaje și personificări, acest fapt a deranjat-o pe soția lui Miu Dobrescu, prim-secretarul organizației județene Suceava a PCR. Drept urmare, peste scena executată a fost pictat un iad modern fără diavoli care a fost spălat după revoluție, fiind scoasă la iveală fresca inițială. Arhitectura interioară a turnului bisericii a primit Premiul I pe țară al Uniunii Arhitecților din România în anul 1972.
Catapeteasma a fost proiectată în anul 1972 de către Petru Căpraru, profesor de desen la Școala Generală din Boroaia, acest lucru fiind făcut pe ascuns din cauza prigoanei comuniste, motiv pentru care Fabrica de Marmură din Simeria nu a vrut să ia comanda. Apoi, cu ocazia schimbării directorului, Gheorghe Boșorogan a luat proiectul, motivând că prin aceasta va fi cunoscută întreprinderea ca executant al lucrărilor de artă. Catapeteasma, în greutate de 24 de tone, a fost definitivată în timp de 2 ani de către Desideriu Papp și Nicolae Vamvacas. 
Biserica din Boroaia a fost sfințită la 21 mai 1977 de către episcopul-vicar al Arhiepiscopiei Iașilor, Adrian Botoșăneanul, primind hramul Sfânta Ana și Sfânta Maria.

## Loc de pelerinaj

Statuia părintelui Ilarion Argatu

Arhimandritul Ilarion Argatu a decedat la 11 mai 1999, la vârsta de 86 ani. A cerut să fie înmormântat în comuna Boroaia, acolo unde a ridicat, cu eforturi mari, o frumoasă biserică și unde a slujit mulți ani ca preot. A fost înmormântat într-o criptă săpată în pronaosul bisericii, alături de soția sa.
În mai 2006, după împlinirea șapte ani de la moartea sa, trupul arhimandritului Ilarion Argatu a fost dezgropat după datină și s-a descoperit că este aproape intact, deși sicriul putrezise în totalitate.  Deși se dorea ca osemintele să rămână în biserică timp de 40 de zile și apoi să fie îngropate în curtea lăcașului, credincioșii au construit un baldachin și l-au așezat în pronaosul bisericii, aproape de criptă, racla fiind lăsată deschisă și acoperită doar cu sticlă. 

## Ansamblul complexului
Pentru a da o posibilitate în plus creștinilor de a participa la slujbă, dar și pentru a proteja biserica mare, a fost ridicată biserica paraclis, care este încălzită cu 3 sobe și este folosită la toate slujbele religioase. În anul 1997 a fost finalizat și sfințit Paraclisul "Sf. Arhangheli" și "Sf. Gheorghe" din incinta complexului bisericesc din Boroaia. 
În curtea Bisericii din Boroaia, se află o statuie a părintelui Ilarion Argatu, realizată din marmură albă de Rușchița. Statuia a fost realizată în anul 2000, în numai trei săptămâni, de către preotul Alexandru Argatu  împreună cu artistul Savin Hantăr.
În curtea bisericii se află și o fântână arteziană care a fost proiectată tot de preotul Alexandru Argatu  și reprezintă drumul crucii. Leii reprezintă puterea credinței, serafimii pe apostolii care au făcut cunoscută credința ortodoxă în lume, grupul statuar cu cei trei îngeri simbolul Sf. Treimi, iar globul pământesc și crucea semnul celei de-a doua veniri a lui Hristos.

## Imagini

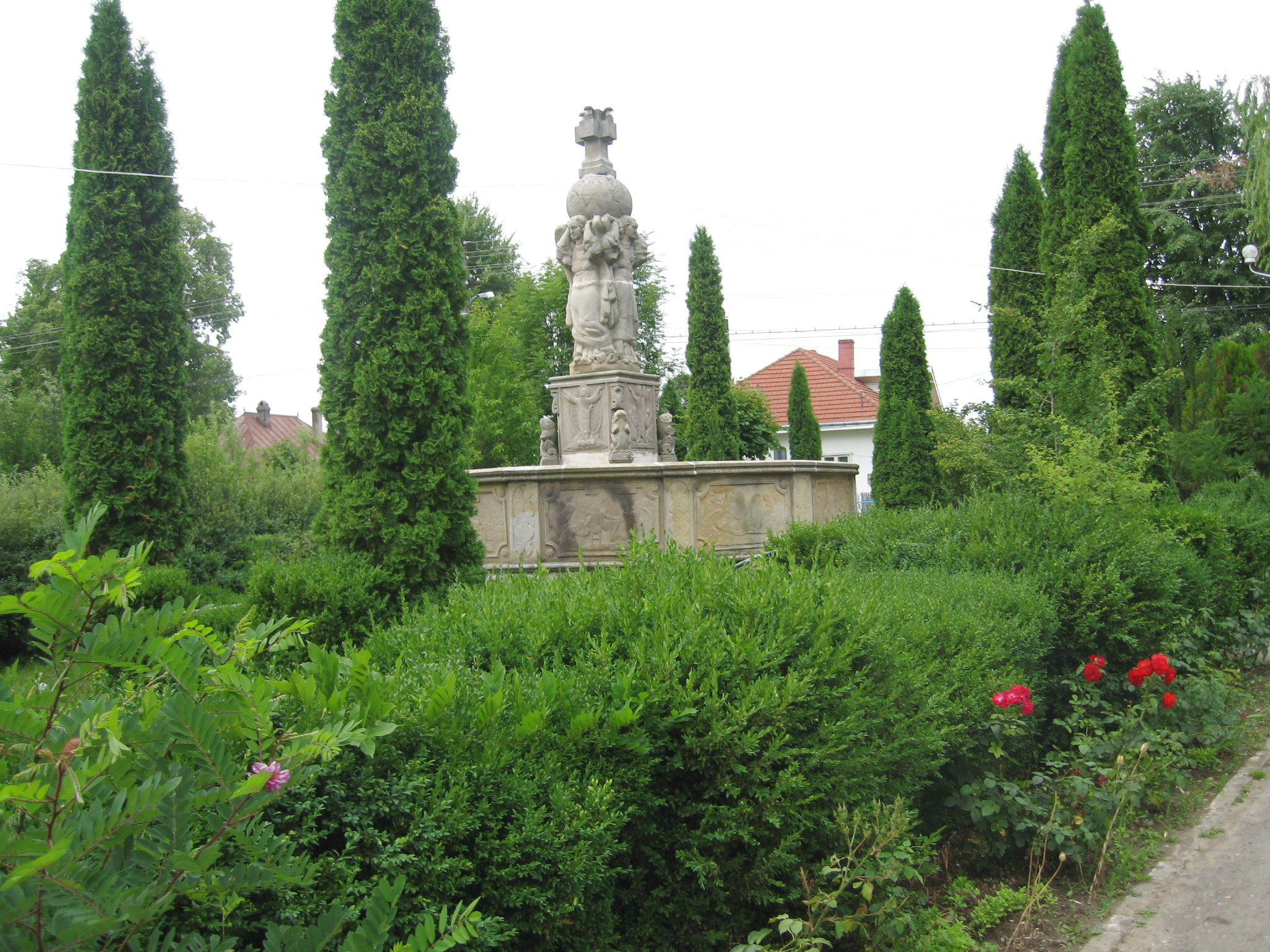
Fântâna arteziană
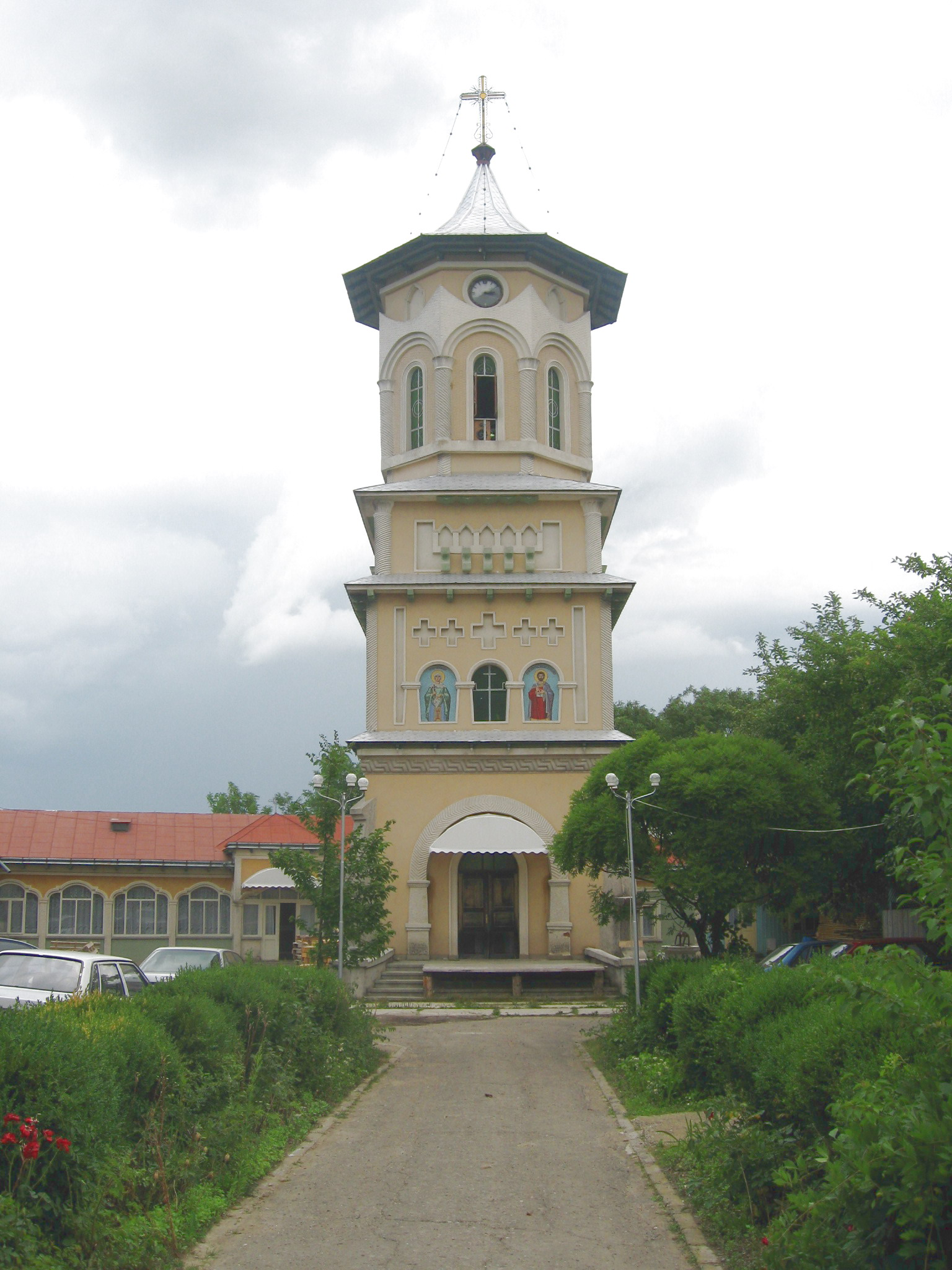
Turnul bisericii